# Estreito de Matha
O estreito Matha (66° 34′ S, 67° 30′ O) é um estreito situado entre a ilha Adelaide e a extremidade sul das ilhas Biscoe. O estreito toma seu nome da baía de Matha, o nome originalmente usado por Charcot, líder da Expedição Antártica Francesa, 1908–10, para a feição aquática como ele a concebeu. A Expedição Britânica da Terra de Graham (BGLE) sob o comando de Rymill, 1934–37, reconhecendo que ela era realmente um estreito e não uma baía, mudou o nome para estreito de Matha. Foi assim chamado em homenagem ao tenente A. Matha, o segundo no comando da Expedição Antártica Francesa, 1903–05, sob o comando de Charcot.
 Este artigo incorpora material em domínio público  de United States Geological Survey   , documento "Estreito de Matha" (conteúdo do Geographic Names Information System).